# Bettles
Bettles – miasto w Stanach Zjednoczonych, w stanie Alaska, w okręgu Yukon-Koyukuk.